# 무레슈강
무레슈강(루마니아어: Mureș) 또는 머로시강(헝가리어: Maros, 라틴어: Marisus 마리수스[*], 세르비아어: Мориш, Moriš 모리시, 독일어: Mieresch, Marosch / Muresch 미레슈, 마로슈 / 무레슈[*])은 동유럽에 위치한 강으로 길이는 761 km이다. 루마니아 동부 카르파티아산맥에서 발원하여 헝가리 남동부 세게드에서 티서강과 합류한다. 무레슈강이 흐르는 주요 도시로는 루마니아 트르구무레슈, 알바이울리아, 데바, 아라드, 헝가리 세게드가 있다.
고대에는 마리수스강(Marisus)이라고 부르기도 했으며 트란실바니아 작센인이 거주했던 트란실바니아, 합스부르크 왕가의 지배를 받던 시대에는 미레슈강(Mieresch), 마로슈강(Marosch)이라고 부르기도 했다. 중세 시대에는 소금 무역을 하면서 뗏목을 타고 강을 왕래하는 경우가 많았다.